# Sphecozone castanea
Sphecozone castanea là một loài nhện trong họ Linyphiidae. Loài này được phát hiện ở Brasil.